# Waheed Nadeem
Waheed Nadeem (né le 2 juin 1989 à Hérat en Afghanistan) est un footballeur afghan.